# Кнежица (ријека)
Кнежица је равничарска кнешпољска ријека, лијева притока Мљечанице. У Мљечаницу се улива у Међувођу. Дуга је 14 km. Највећа притока Кнежице је Пухарска ријека, која се у њу улива у Саставцима код насеља Кнежице.